# Zofia Doerfferowa
Zofia Seweryna Doerfferowa (Doerffer) z Jastrzębiec-Janowskich (ur. 8 stycznia 1892 w Górczynie, zm. 18 listopada 1957 w Toruniu) – polska działaczka społeczna, katolicka i polityczna, radna Torunia, przewodnicząca Narodowej Organizacji Kobiet na województwo pomorskie.  

## Życiorys
Poświęciła się pracy pedagogicznej. Przed I wojną światową prowadziła w poznaniu tajną pracę społeczną i oświatową. Następnie przebywała w Kępnie i Gnieźnie. Od 1921 mieszkała w Toruniu.
W latach 1927-1939 sprawowała mandat radnej miejskiej w Toruniu. Była członkinią zarządu Stronnictwa Narodowego w Toruniu. W wyborach w 1928 kandydowała z listy nr 31 (Blok Katolicko-Narodowy) w okręgu wyborczym nr 31 (Toruń). Została wybrana zastępcą posła. W wyborach w 1930 kandydowała z listy nr 4 (Lista Narodowa) w tym samym okręgu wyborczym i również została wybrana zastępcą posła. W 1930 była inicjatorką założenia oddziału Narodowej Organizacji Kobiet w Toruniu. 
Była członkinią Sekcji Kobiecej I Krajowego Kongresu Eucharystycznego w 1930. Pełniła funkcję członka Rady Związkowej Stowarzyszeń Młodzieży Polskiej oraz Rady Katolickiego Związku Młodzieży Polskiej na diecezję chełmińską. Była sekretarzem Sodalicji Mariańskiej w Toruniu i przewodniczącą sekcji eucharystycznej. W 1931 podpisała zbiorowy protest przeciwko prześladowaniom brzeskim. W 1937 została członkinią honorową Katolickiego Stowarzyszenia Młodzieży przy parafii Wniebowzięcia Najświętszej Maryi Panny w Toruniu. Rok później została wybrana przewodniczącą zarządu Narodowej Organizacji Kobiet w województwie pomorskim.
Zmarła 18 listopada 1957 w Toruniu. Została pochowana na cmentarzu św. Jerzego w Toruniu.

## Rodzina
Była córką Teofila (1841-1915), nauczyciela, i Marii z Lewandowskich (1852-1906). Wyszła za mąż za Mariana Doerffera (1879-1937), adwokata, prokuratora oraz prezydenta Wojewódzkiego Sądu Administracyjnego w Toruniu.

## Upamiętnienie
Przy jej grobie, dzięki wsparciu miasta Torunia, Towarzystwo Miłośników Torunia ustawiło tabliczkę upamiętniającą ją jako zasłużoną toruniankę.